# Треккинговые палки

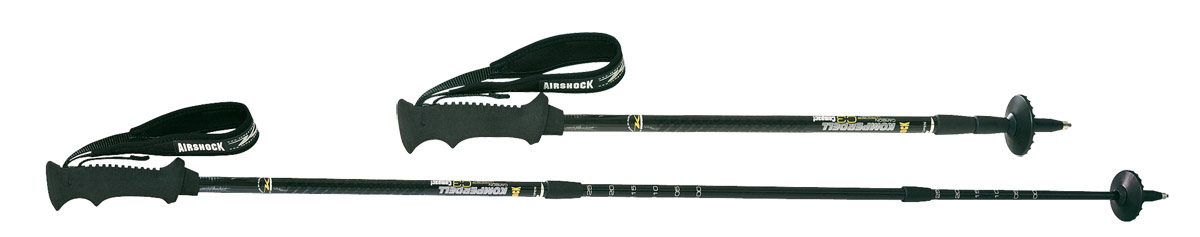
Современные треккинговые палки

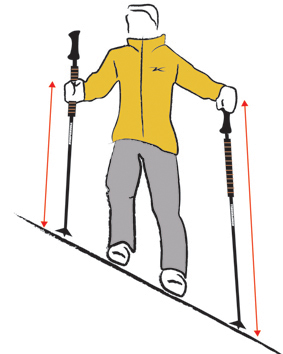
Использование палок при траверсе

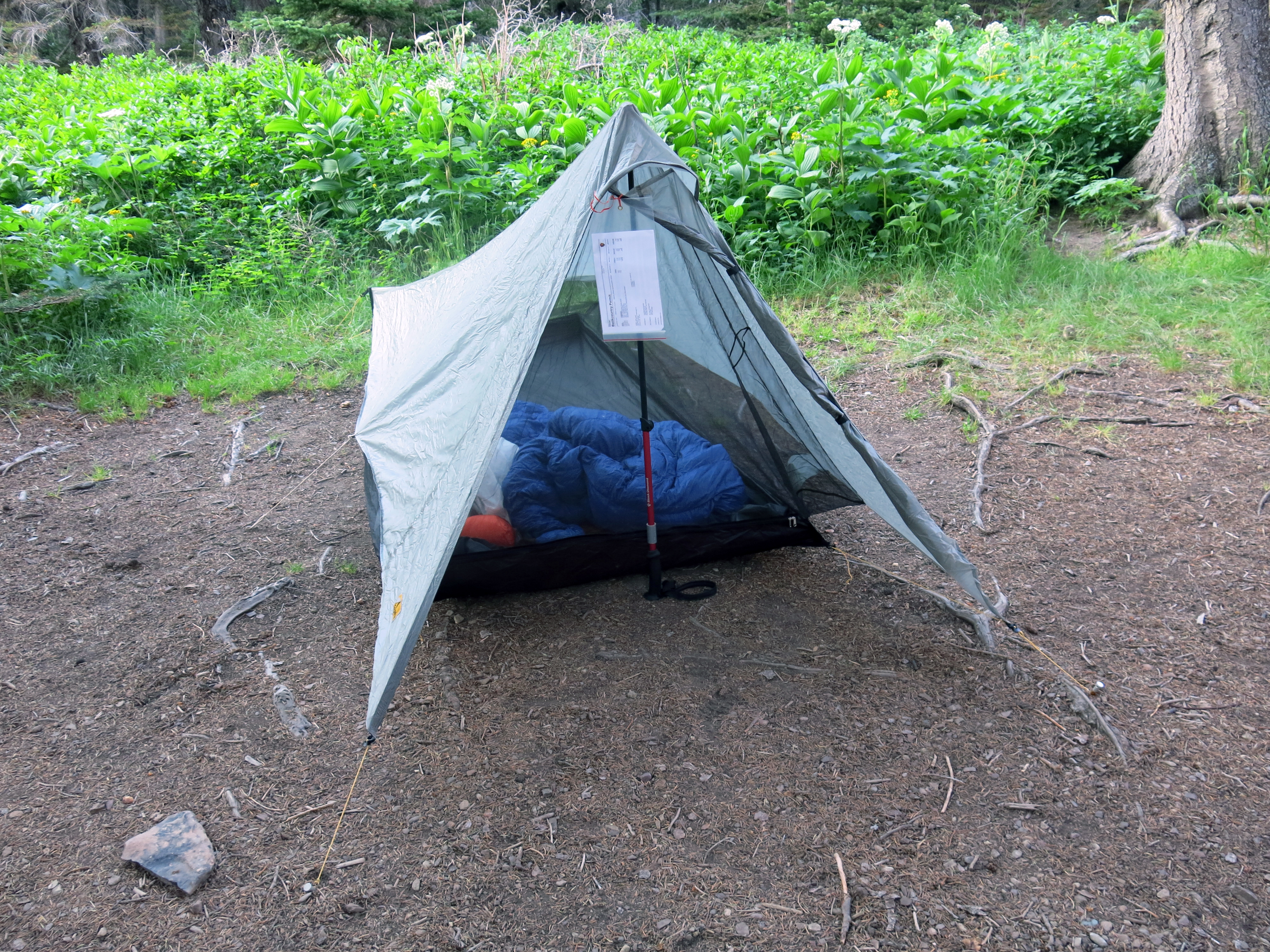
Треккинговая палка использована в качестве стойки для тента

Тре́ккинговые па́лки (англ. trekking poles) — палки, широко применяемые в современном горном туризме и альпинизме для облегчения ходьбы по неровному рельефу. Как правило, имеют складную конструкцию, что делает значительно более удобной их перевозку в общественном транспорте (или переноску в рюкзаке) в те моменты, когда они не используются.

### Преимущества ходьбы с треккинговыми палками
- Наибольший эффект от применения палок заметен на длительных спусках, где они снимают значительную часть нагрузки с коленей, предотвращая перегрузку и возможное травмирование суставов
- Облегчают поддержание равновесия при ходьбе по неровной поверхности (осыпям, курумникам, горным тропам). Что особенно заметно при переноске тяжёлого рюкзака, с которым сложнее удерживать баланс
- На горизонтальных участках и подъёмах позволяют перенести часть нагрузки с ног на плечевой пояс, облегчая продвижение вперёд[1]

### Конструкция
Треккинговые палки бывают как фиксированной длины, так и позволяющие регулировать её в достаточно широком диапазоне (от 65 до 145 см). Последнее часто применяется в гористой местности, где удобно использовать укороченные (или наоборот удлинённые) палки в зависимости от того, поднимаетесь вы вверх или спускаетесь вниз.
С точки зрения конструкции, треккинговая палка, как правило, представляет собой полую трубку из алюминиевого сплава. В отдельных случаях алюминия легированного титаном или углепластика. Второй вариант палок заметно легче, но и обладает более высокой ценой. На нижнем конце палки располагается твердосплавный наконечник, обеспечивающий хорошее сцепление с поверхностью и замедляющий износ палок. Рукоять треккинговых палок во многом похожа на рукоять обычной горнолыжной палки, но имеет ряд небольших отличий позволяющих туристу в зависимости от рельефа применять различные виды хватов.
Некоторые модели палок производители оснащают «антишоком» — системой сглаживающей удар палки о твёрдый грунт. Подобные палки могут использоваться людьми с ослабленными запястьями или локтями, чтобы уменьшить приходящуюся на них нагрузку.
Не стоит путать треккинговые палки с палками для скандинавской ходьбы. Последние предназначены для аэробных тренировок, связанных с ходьбой по ровной поверхности и гораздо больше имеют общего с палками для беговых лыж.

### Альтернативное применение треккинговых палок
- Во многих видах сверхлёгких палаток (или тентов) треккинговые палки используются в качестве каркаса, избавляя от необходимости брать с собой специальные стойки
- При установке палатки на снегу (или рыхлом грунте) палки, при достаточном их количестве, могут использоваться в качестве колышков
- На некрутых, но скользких склонах треккинговые палки могут быть использованы для самозадержания. Но стоит учитывать, что их возможности в этом отношении весьма ограничены и они не могут являться полноценной заменой ледорубу

### Возможные опасности при применении треккинговых палок
- При движении в плотной группе (особенно в гору) стоит учитывать, что если палка поставлена ненадёжно, то при нагружении она может вылететь назад и травмировать идущего сзади человека. В связи с этим, стоит соблюдать разумную дистанцию между участниками, чтобы избежать подобных ситуаций
- Использование темляков на треккинговых палках позволяет заметно снизить нагрузку на запястья. Тем не менее, на сложных участках, там где вы не исключаете возможность падения, руки из темляков должны выниматься. Чтобы если падение всё же произойдет, руки не оказались заблокированными